# Серов, Алексей Алексеевич
Алексей Алексеевич Серов (1918, Харьков — ?, Харьков) — советский футболист, универсал.
Играл в командах Харькова «Спартак» (1934—1939) и «Локомотив» (1947—1952) и Москвы ЦДКА (клубная) (1940—1941) и «Локомотив» (1944—1946). В чемпионате СССР в 1938, 1945, 1949—1950 годах провёл 102 игры, забил 13 голов. 20 июля 1938 года забил три гола в ворота московского «Буревестника» (6:0).
В 1960—1962, 1966 годах — тренер в харьковском «Авангарде».
Старший брат Иван также футболист.